# Isaiah Crawford
Isaiah Jordan Crawford, né le  1er novembre 2001 à Fort Worth au Texas, est un joueur américain de basket-ball mesurant 1,97 m et évoluant au poste d'ailier.

## Biographie

### Carrière universitaire
Entre 2019 et 2024, il joue pour les Bulldogs de Louisiana Tech.

### Carrière professionnelle
Lors de la draft 2024 de la NBA, Crawford n'est pas sélectionné.
En juillet 2024, il signe un contrat two-way avec les Kings de Sacramento.
En juillet 2025, il rebondit aux Rockets de Houston, toujours via un contrat two-way.

## Palmarès et distinctions personnelles

### Universitaires
- Conference USA Player of the Year (2024)
- First-team All-Conference USA (2024)
- 2× Third-team All-Conference USA (2021, 2023)
- Conference USA Defensive Player of the Year (2024)
- Conference USA All-Defensive team (2024)

## Statistiques

### Universitaires
| Saison    | Équipe         | Matchs | Titul. | Min./m | % Tir | % 3pts | % LF | Rbds/m. | Pass/m. | Int/m. | Ctr/m. | Pts/m. |
| --------- | -------------- | ------ | ------ | ------ | ----- | ------ | ---- | ------- | ------- | ------ | ------ | ------ |
| 2019-2020 | Louisiana Tech | 16     | 10     | 21.5   | .484  | .323   | .608 | 4.3     | 1.5     | 1.4    | .1     | 8.3    |
| 2020-2021 | Louisiana Tech | 32     | 21     | 26.1   | .489  | .381   | .659 | 5.1     | 1.8     | 1.0    | .7     | 11.8   |
| 2021-2022 | Louisiana Tech | 3      | 3      | 21.7   | .519  | .200   | .714 | 4.7     | 1.7     | 1.3    | .3     | 11.3   |
| 2022-2023 | Louisiana Tech | 32     | 32     | 29.8   | .495  | .420   | .727 | 5.3     | 2.7     | 1.9    | .7     | 13.7   |
| 2023-2024 | Louisiana Tech | 32     | 32     | 32.9   | .485  | .414   | .728 | 6.2     | 2.4     | 2.1    | 1.7    | 16.3   |
| Carrière  | Carrière       | 115    | 98     | 28.2   | .490  | .393   | .699 | 5.3     | 2.2     | 1.6    | .9     | 13.1   |